# Conny van Rietschotenbrug
De Conny van Rietschotenbrug (brugnummer 607) is een vaste brug in de wijk Slotermeer in Amsterdam.
De verkeersbrug is gelegen in de Oostoever aan/van de Sloterplas en overspant de ingang/uitgang van de Burgemeester Cramergracht naar dat binnenmeer. De brug is een ontwerp van architect Dick Slebos werkzaam voor Publieke Werken. Hij ontwierp in de nieuwe-bouwenstijl.
De brug werd in 2016/2017 vernoemd naar zeiler Conny van Rietschoten, die tweemaal de Whitbread Round the World Race (de voorloper van de Volvo Ocean Race) op zijn naam bracht. Het voorstel voor de vernoeming werd ingediend door de Amsterdamse bevolking. Of het nabijgelegen paviljoen met het silhouet van een schip een rol heeft gespeeld is niet bekend.

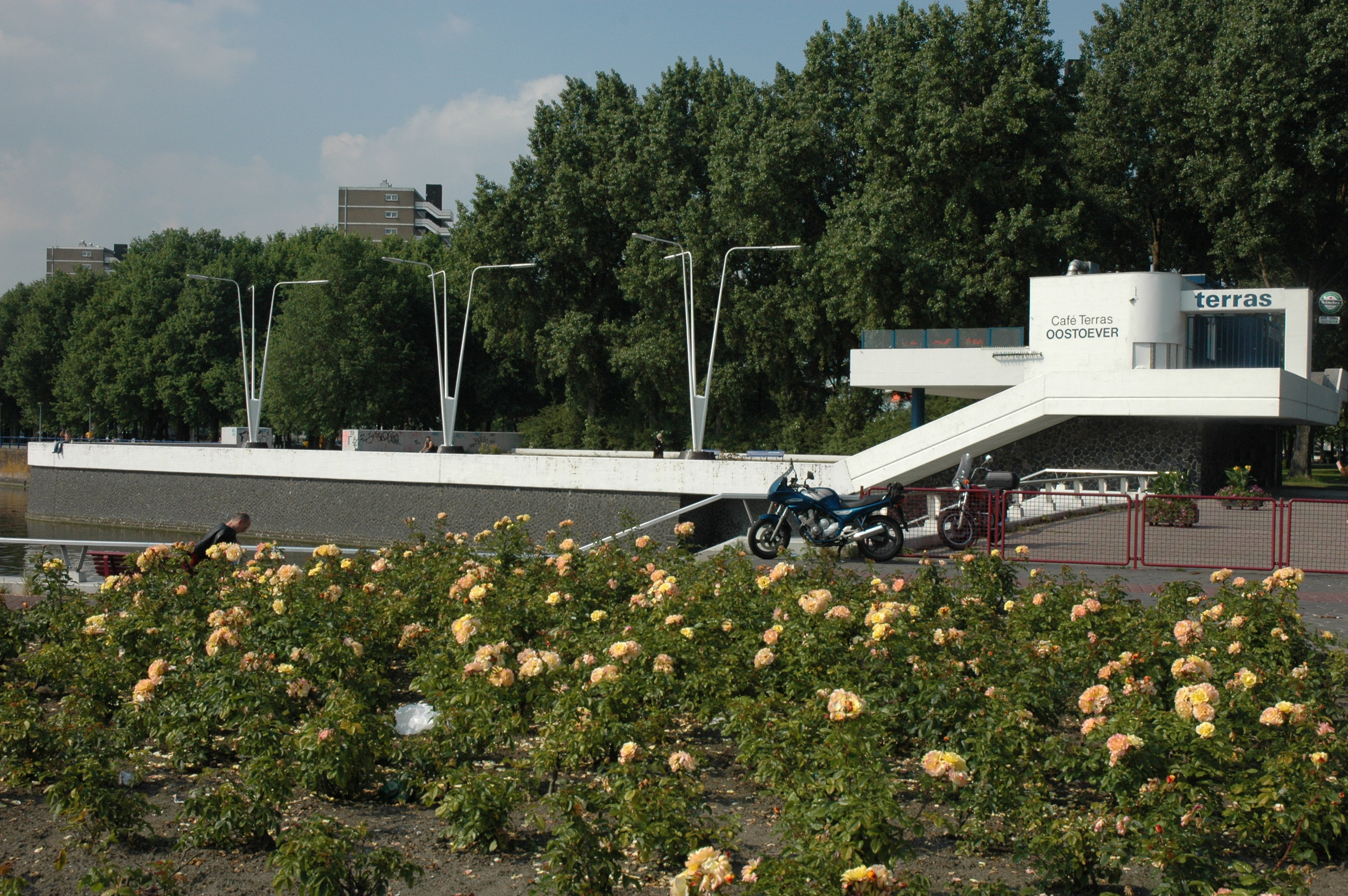
De brug ligt achter de rode hekjes met daarachter het paviljoen (2007). In 2017 is het paviljoen verbouwd, maar behield grotendeels zijn karakteristieke uiterlijk.

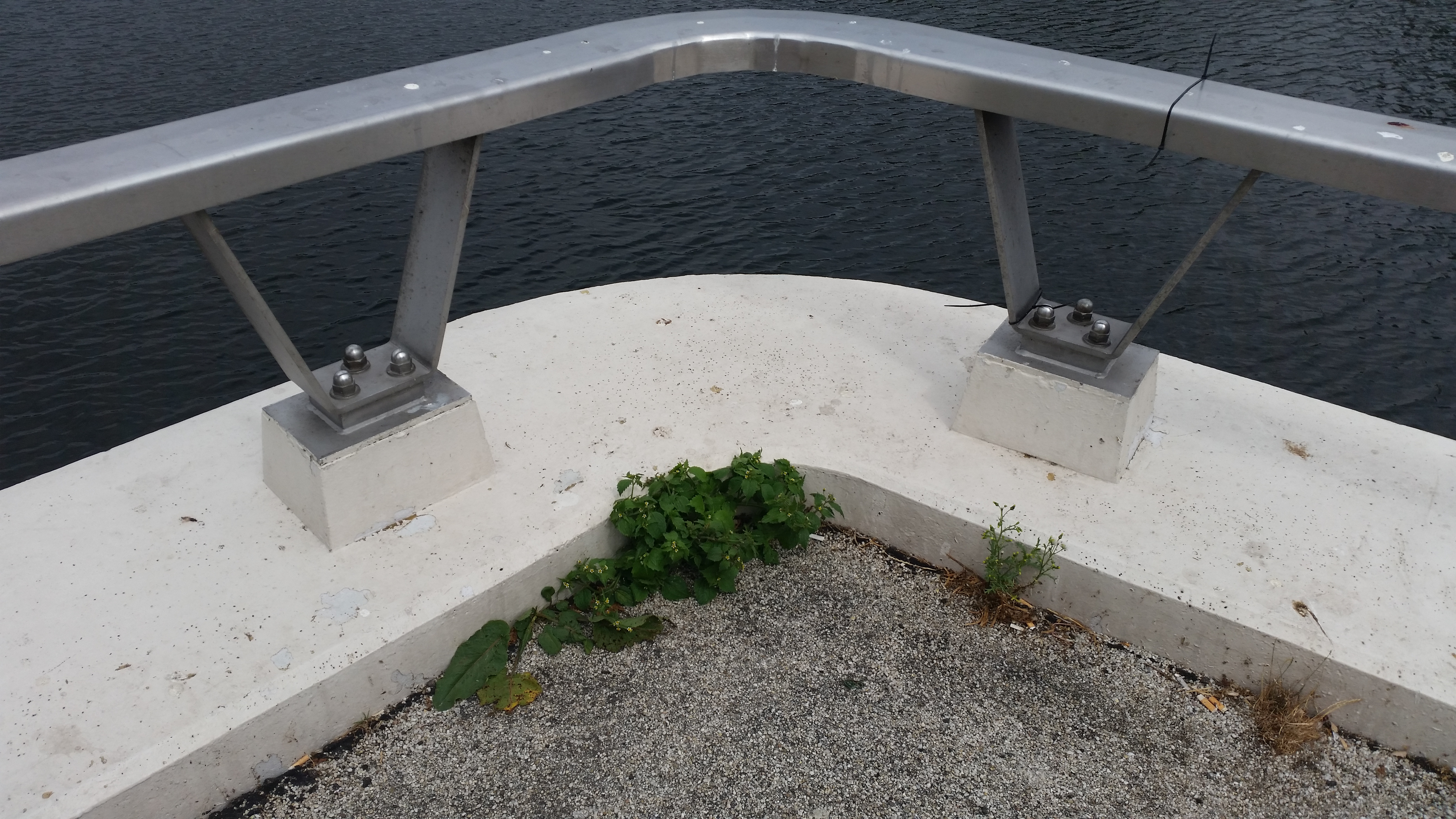
Detail van de leuning aan de Sloterplas (juli 2018)

<<< · 600 · 601 · 602 · 603 · 604 · 605 · 606 · 607 · 608 · 609 · 610 · 611 · 612 · 613 · 614 · 615 · 616 · 617 · 618 · 619 · 620 · 621 · 622 · 623 · 624 · 626 · 627 · 628 · 629 · 630 · 631 · 632 · 633 · 634 · 635 · 636 · 637 · 638 · 639 · 643 · 651 · 652 · 653 · 655 · 656 · 657 · 658 · 659 · 660 · 661 · 662 · 663 · 664 · 665 · 666 · 667 · 668 · 669 · 670 · 671 · 673 · 674 · 675 · 676 · 677 · 678 · 679 · 681 · 682 · 683 · 684 · 685 · 687 · 688 · 689 · 690 · 691 · 692 · 695 · 696 · 699 · >>>
Verdwenen brugnummers: 625 (afgebroken brug Sam van Houtenstraat), 640, 644, 645, 646, 647, 648, 650, 672 (duiker Cornelis Lelylaan, Rembrandtpark), 694, 698.
Nooit gebouwd: 649, 680 (nooit gebouwde brug Sloterplas).
Brugnummers 641, 642, 654, 686, 693, 694 en 697 zijn onbekend.